# Hristo Dončev
Hristo Petrov Dončev (in bulgaro Христо Петров Дончев?; 24 giugno 1932) è un ex cestista bulgaro.

## Carriera
Con la Bulgaria ha disputato i Giochi olimpici di Helsinki 1952 e tre edizioni dei Campionati europei (1953, 1959, 1961).